# ماژور جرچینو
ماژور جرچینو (به پرتغالی: Major Gercino) یک منطقهٔ مسکونی در برزیل است که در سانتا کاتارینا واقع شده‌است. ماژور جرچینو ۳٬۴۵۴ نفر جمعیت دارد.